# Ludovico Bonito
Ludovico Bonito Brancaccio, le cardinal de Tarente (né à Agrigente en Sicile, Italie, alors dans le royaume de Naples et mort à Rimini le 18 septembre 1413), est un cardinal italien du XVe siècle. Selon certaines sources il est membre de la famille des Brancaccio. 
D'autres cardinaux de cette famille sont Landolfo Brancaccio (1294), Niccolò Brancaccio, pseudo-cardinal de Clément VII (1378), Rinaldo Brancaccio (1384), Tommaso Brancaccio (1411), Francesco Maria Brancaccio (1633) et Stefano Brancaccio (1681).

## Biographie
Bonito est nommé archevêque de Palerme en 1387 et est transféré à Antivari en 1395, à Salonique en 1395, à Bergame en 1399 et à Pise en 1400 et à Tarente en 1406. Il est légat apostolique auprès du roi Ladislas Ier de Naples.
Le pape Grégoire XII le crée cardinal lors du consistoire du 19 septembre 1408. 